# III. třída okresu Blansko
III. třída okresu Blansko (okresní soutěž III. třídy) patří společně s ostatními třetími třídami mezi deváté nejvyšší fotbalové soutěže v Česku. Je řízena Okresním fotbalovým svazem Blansko. Hraje se každý rok od léta do jara se zimní přestávkou. Účastní se ji 14 týmů z okresu okresu Blansko, každý s každým hraje jednou na domácím hřišti a jednou na hřišti soupeře. Celkem se tedy hraje 26 kol. Vítězem se stává tým s nejvyšším počtem bodů v tabulce a postupuje do II. třídy okresu Blansko. Poslední dva týmy sestupují do IV. třídy. Do II. třídy vždy postupuje vítězný a druhý tým z IV. třídy.

## Vítězové

### III. třída okresu Blansko
- 2001/2002 - FK Adamov

- 2002/2003 - ?

- 2003/2004 - TJ Malá Haná Knínice

- 2004/2005 - SK Olympia Ráječko „B“

- 2005/2006 - FK Kunštát „B“

- 2006/2007 - TJ Úsobrno

- 2007/2008 - ASK Lipůvka

- 2008/2009 - SK Olympia Ráječko „B“

- 2009/2010 - TJ Sokol Velké Opatovice

- 2010/2011 - TJ Sokol Skalice nad Svitavou

- 2011/2012 - ASK Lipůvka

- 2012/2013 - TJ Vavřinec

- 2013/2014 - FK Kunštát „B“

- 2014/2015 - SK Olympia Ráječko „B“

- 2015/2016 - FC Boskovice „B“

- 2016/2017 - TJ Sokol Skalice nad Svitavou

- 2017/2018 - TJ Sokol Drnovice

- 2018/2019 - TJ Sokol Velké Opatovice

- 2019/2020 - odehráno pouze 13 kol - covid

- 2020/2021 - odehráno pouze 10 kol - covid

- 2021/2022 - SK Cetkovice

- 2022/2023 -

| Ročník | Vítězný tým |
| ------ | ----------- |
|        |             |